# Carex tsiangii
Carex tsiangii är en halvgräsart som beskrevs av Fa Tsuan Wang och Tang. Carex tsiangii ingår i släktet starrar, och familjen halvgräs. Inga underarter finns listade i Catalogue of Life.